# Roger Eustace Le Fleming
Roger Eustace Le Fleming, britanski general, * 1895, † 1962.